# 나비 효과

평면 공간에 있는 포인트 어트랙터 그래프.

나비 효과( - 效果, 영어: butterfly effect)는 나비의 작은 날갯짓처럼 미세한 변화, 작은 차이, 사소한 사건이 추후 예상하지 못한 엄청난 결과나 파장으로 이어지게 되는 현상을 말한다. 혼돈 이론(카오스 이론)에서 초기값의 미세한 차이에 의해 결과가 완전히 달라지는 현상을 뜻한다. 과학 이론이지만 사회현상을 설명하는 광범위한 용어로 사용된다.
무시해도 될 만큼 작은 차이나 미약하고 사소한 행위로 시작되었으나 연쇄적이고 점진적으로 조금씩 큰 파장을 일으키면서 결국에는 전혀 예상치 못했던 큰 변화를 초래하는 경우에 이 용어를 사용한다. 아주 사소한 것도 후에 큰 사건으로 비화될 수 있다는 것과 초기치의 미묘한 차이가 증폭되어 엉뚱한 결과를 초래하기도 하므로 장기예측은 그만큼 어렵다는 두가지 의미를 내포한다.
오늘날과 같은 세계화 시대에서는 ‘나비효과’가 더욱 강한 파급력을 가질 수 있다. 교통과 통신이 발달해있고 특히 인터넷으로 연결되어 있는 지구촌 한구석의 미세한 변화가 순식간에 확산되기 때문이다.
나비 효과라는 용어가 처음으로 등장한 것은 1952년 브래드버리가 쓴 소설 《천둥소리》이고, 널리 알려지기 시작한 것은 1972년 기상학자 로렌즈가 미국 과학부흥협회에서 한 강연 제목으로 사용한후 부터다. 로렌즈는 1961년 컴퓨터로 기상을 모의 실험하던 중 초기 조건의 값의 미세한 차이가 엄청나게 증폭되어 판이한 결과가 나타난 것을 발견하였고 그 연구 결과를 발표하면서 나비효과라는 말을 사용하였다.

## 개요
나비 효과라는 표현을 처음 사용한 사람은 1952년 미스터리 작가인 브래드버리(Ray D. Bradbury)이고, 그가 시간여행에 관한 단편소설 《천둥소리(A Sound of Thunder)》에서 처음으로 이 용어를 사용했다.
이후 미국의 기상학자 에드워드 노턴 로렌즈가 1972년에 미국 과학부흥협회에서 실시한 강연의 제목인 '예측가능성-브라질에서의 한 나비의 날갯짓이 텍사스에 돌풍을 일으킬 수도 있는가(Does the Flap of a Butterfly's Wings in Brazil Set Off a Tornado in Texas?)'로 인해 대중에게 널리 알려지기 시작했다.
일반적으로는 사소한 사건 하나가 나중에 커다란 효과를 가져올 수 있다는 의미로 쓰이지만, 혼돈 이론에서는 초기 조건의 민감한 의존성에 따른 미래결과의 예측불가능성을 의미한다. 때문에 이는 시공간을 가로질러 어떤 하나의 원인이 다른 결과를 초래하는 과정을 과학적으로 예측할 수 없다는 말이기도 하다.

## 역사

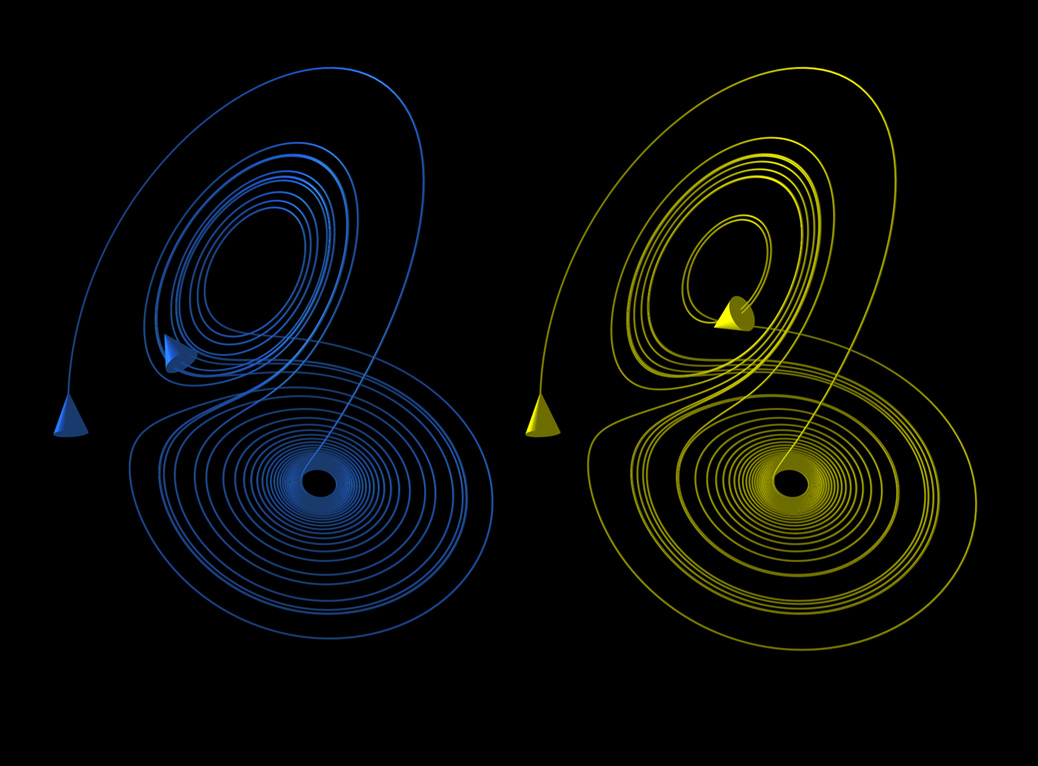
로렌즈 어트랙터에 나오는 나비효과 시간, 0 ≤ t ≤ 30

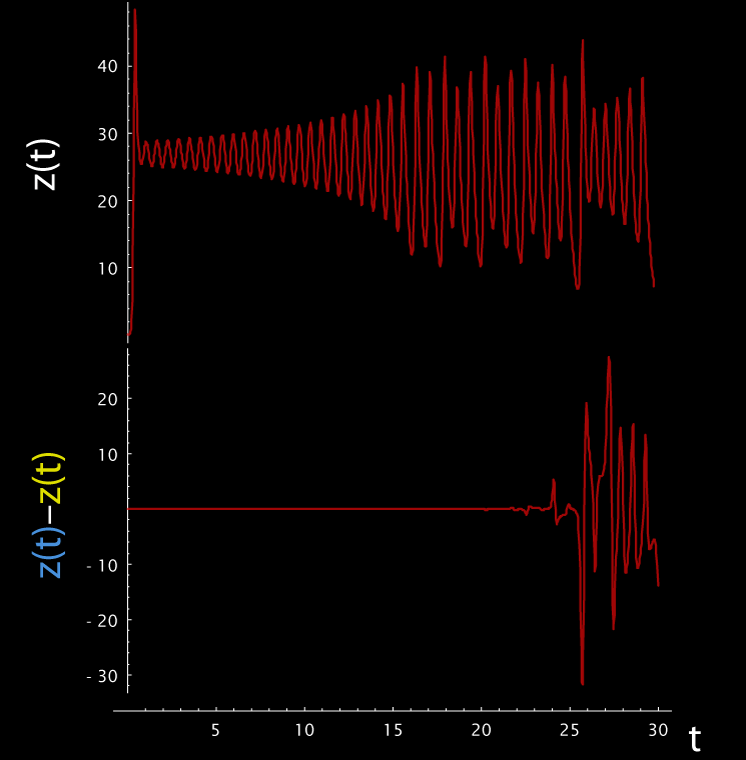
z- 코디네이트

1898년에 자크 하다마르는 부정적인 곡률 공간에서 궤도의 일반적인 차이를 지적했다. 피에르 듀헴은 가능한 파급 효과를 1908년에 이야기하였다. 한 나비가 곧 엄청난 라이플 효과를 얻어낼 수 있다는 사실은 1952년 출판된 레이 브래드버리의 “A Sound of Thunder”에서 나왔다. 이 책은 시간 여행의 관한 책이었다.
1961년 미국의 기상학자인 에드워드 로렌츠가 컴퓨터로 기상 모의실험을 하던 중, 수치 0.506127을 입력해야 했는데 소숫점 넷째자리부터 생략하여 0.506만 입력하였다. 그런데 미세한 차이가 엄청나게 증폭돼 판이한 결과를 만들어냈다. 컴퓨터화면에 나타난 기상계는 한없이 복잡한 궤도가 일정한 범위에 머무르면서도 서로 교차되거나 반복됨이 없이 나비의 날개모양을 끝없이 그려내고 있었다. 이를 통해 초기 조건이 0.001에도 못 미치는 아주 미미한 차이가 엄청난 변화나 결과로 이어질수 있음을 발견했다.
나비의 날개가 궁극적으로 가속 또는 다른 위치 에 있는 토네이도를 지연시키거나 경로를 변경할 수 있다. 나비는 직접적으로 토네이도를 발생시키거나 파워를 조절할 수는 없다. 날개의플랩은 초기 조건의 일부이고, 조건의 한 부분은 토네이도로 이끌고 다른 한 조건은 이끌지 않는다. 날개의 펄럭임은 초기의 현상에서의 작은 변화를 대표한다, 그러면서 꼬리를 물고 더 큰 스케일의 변화를 이끌어 낼 수 있다 도미노 이론. 날개를 펄럭이지 않아도 궤도 시스템은 크게 다를 수 있다. 나비의 펄럭임이 없는 상황에서도 토네이도를 이끌어 내는 것이 가능하다.
나비효과는 예견 가능성이 아주 낮다, 왜냐하면 초기의 상황인 날씨 상황같은것을 정확하게 알 수 없기 때문이다. 이 문제는 앙상블 날씨예측의 발전에 동기를 부여했다.

## 이론과 수학적 정의
재발과 초기 조건에 대한 민감한 의존성과의 초기 조건으로 시스템의 대략적인 반환이 모두 함께 혼동 모션의 두 가지 주요 성분이다. 두 요소는 컴플렉스 시스템의 결과이다. 예를 들어 날씨는 일정한 시간이 지나면 예견이 힘들어진다, 왜냐하면 (예견하는데 시간은 일주일이 걸린다) 시작하는 대기의 상황을 완벽하게 예견하는 것은 불가능하기 때문이다.
다이내믹한 시스템은 초기 조건에 아주 민감히 의존하는 것을 보여준다. 이 정의는 위상이 있지만, 본질적으로 운율은 없다.

## 예시
나비 효과는 날씨 같은 과학 현상에 그치지 않고 사회, 경제 등에서도 사용된다. 1930년대 세계 대공황이 미국 중서부의 조그만 은행 파산에서 비롯됐다거나 2008년 세계 금융위기가 캘리포니아의 조그만 금융기관의 파산에서 야기되었다.
2011년 8월, 신용평가회사인 스탠더드 & 푸어스는 재정적자가 해결되지 않았다는 이유로 미국의 신용등급을 AAA에서 AA+로 강등했다. 미국의 신용등급 강등으로 한국, 독일 등 전 세계 주요국 주식시장에 일제히 빨간불이 들어왔고, 경제성장률도 급락했다. 또한 유럽연합의 재정 건전성에 대한 우려가 증폭되어 스페인 등의 신용등급도 줄줄이 낮춰졌다. 그리스는 국가부도라는 최악의 사태까지 맞았다.
나비 효과에 따라서, 기상 예측에는 시간이 지날수록 오차가 크게 나타나고, 따라서 장기적인 기상 예보는 불가능하다는 결론을 얻을 수 있다. 혼돈이론과 나비효과는 일기 예보와 태풍의 진로 예측에서 가장 익숙한 용어다. 표준 기상 예측 모델에서 쉽게 입증될 수 있다.
초기 조건에 민감한 의존성에 대한 잠재력이 강한 분야에서 원자와 이방성 케플러의 문제를 포함하여 고전과 양자 물리학에서 연구되고 있다. 어떤 작가들은 초기 조건에 대한 심한 의존성은 순수한 원자에서 보이지 않는다고 주장한다. 초기 조건에 대한 민감한 의존성은 클래식한 모션에서 발견될 수 있다.
다른 사람들은 나비효과가 원자 시스템에서 발견될 수 있다고 의견을 제시했다. 단 이것은 아직 이론일 뿐이다.

## 같이 보기
- 도미노 이론
- 혼돈 이론 (카오스 이론)
- 복잡계
- 깨진 유리창 이론
- 사고 삼각형 (하인리히 법칙)